# Saint-Yrieix-la-Perche (tổng)
Tổng Saint-Yrieix-la-Perche là một tổng của Pháp tọa lạc tại tỉnh Haute-Vienne trong vùng Nouvelle-Aquitaine.

## Địa lý
Tổng này được tổ chức xung quanh Saint-Yrieix-la-Perche trong quận Limoges. Độ cao khu vực này là 237 m (Le Chalard) đến 498 m (Saint-Yrieix-la-Perche) độ cao trung bình trên mực nước biển là 362 m.

## Hành chính
| Giai đoạn | Ủy viên        | Đảng | Tư cách |
| --------- | -------------- | ---- | ------- |
| 2001-2008 | Monique Plazzi | PS   |         |
| 2008-2014 | Monique Plazzi | PS   |         |

## Phân chia đơn vị hành chính
Tổng Saint-Yrieix-la-Perche được chia thành 5 xã và khoảng 10 736 người (điều tra dân số năm 1999 không tính trùng dân số).
| Xã                     | Dân số | Mã bưu chính | Mã insee |
| ---------------------- | ------ | ------------ | -------- |
| Le Chalard             | 246    | 87500        | 87031    |
| Coussac-Bonneval       | 1 379  | 87500        | 87049    |
| Glandon                | 771    | 87500        | 87071    |
| Ladignac-le-Long       | 1 089  | 87500        | 87082    |
| Saint-Yrieix-la-Perche | 7 251  | 87500        | 87187    |

## Thông tin nhân khẩu
| 1962                                                     | 1968   | 1975   | 1982   | 1990   | 1999   |
| -------------------------------------------------------- | ------ | ------ | ------ | ------ | ------ |
| 10 705                                                   | 11 279 | 11 113 | 10 988 | 11 138 | 10 736 |
| Nombre retenu à partir de 1962 : dân số không tính trùng |        |        |        |        |        |